# Понте Сеге (Бергамо)
Понте Сеге је насеље у Италији у округу Бергамо, региону Ломбардија.
Према процени из 2011. у насељу је живело 163 становника. Насеље се налази на надморској висини од 558 м.